# Hoef (Putten)
Hoef is een agrarisch gebied (buurtschap) in de gemeente Putten, in de Nederlandse provincie Gelderland. Het gebied is gelegen aan de westzijde van de provinciale weg tussen Putten en Nijkerk.
Hoofdplaats: Putten

Buurtschappen: Bijsteren · Diermen · Gerven · Halvinkhuizen · Hell · Hoef · Huinen · Huinerbroek · Huinerwal · Koudhoorn · Krachtighuizen · 't Oever · Steenenkamer · Veenhuizerveld

Gelderland: Steden en dorpen in Gelderland      Nederland: Provincies · Gemeenten